# Barátságtalan országok listája

A barátságtalan országok listája (oroszul Список недружественных стран [Szpiszok nyedruzsesztvennih sztran]) az orosz kormány által közzétett lista azon országokról, amelyek szankciókat vezettek be Oroszországgal, orosz vállalatokkal és állampolgárokkal szemben. A listára felkerült országokra bizonyos korlátozások vonatkoznak az Oroszországgal meglévő kapcsolataikban, ideértve a kereskedelmi és valutakorlátozásokat, valamint a listán szereplő országok oroszországi diplomáciai képviseletein történő felvételi korlátozásokat.
Először 2021 májusában adták közzé, akkor az Egyesült Államok mellett Csehország szerepelt a listán. Az Ukrajna elleni orosz invázió 2022. február 24-ei kezdetét és az Oroszországgal szemben bevezetett szankciókat követően a lista 49 államra bővült. A listára felkerült a G7 valamennyi tagja és az Európai Unió 27 országa is, valamint az összes NATO-tagállam Törökország kivételével.

## A lista
Először Csehország és az Egyesült Államok került fel a listára 2021 májusában. A többi országot 2022. márciusát követően adták hozzá a listához.
| - Albánia - Andorra - Ausztrália - Bahama-szigetek - Csehország - Dánia - Dél-Korea - Észak-Macedónia | - Görögország - Horvátország - Izland - Japán - Kanada - Liechtenstein - Magyarország - Mikronézia | - Monaco - Montenegró - Norvégia - San Marino - Svájc - Szingapúr - Szlovákia - Szlovénia | - Tajvan - Ukrajna - Új-Zéland - Egyesült Királyság - USA - Európai Unió |